# Timothy Bell, Baron Bell
Timothy Bell, Baron Bell (* 18. Oktober 1941 in Southgate, London; † 25. August 2019 in Belgravia), war ein britischer Berater für Werbung und Öffentlichkeitsarbeit. Er wurde vor allem bekannt durch seine beratende Tätigkeit in drei Wahlkämpfen von Margaret Thatcher. Er war als Life Peer Mitglied des House of Lords.

## Karriere
Bell arbeitete in verschiedenen Werbe-/PR-Firmen, bevor er 1970 zu den Gründern von Saatchi & Saatchi gehörte, wo er bis 1985 Geschäftsführer war.
1985 gründete er mit Frank Lowe Lowe Bell Communications und wurde 1994 Geschäftsführer der Chime Communications Limited.
Von 1978 bis 1987, gestaltete Bell die Wahlkampagnen der Tories zuerst bei „Saatchi & Saatchi“ und später mit Agenturen, bei denen Bell im Agenturnamen erschien.
Bell wurde 1990 zum Knight Bachelor geschlagen und am 19. Juni 1998 als Baron Bell, of Belgravia in the City of Westminster, zum Life Peer erhoben.
1985 gründete  Timothy Bell mit Frank Lowe: Lowe Bell als Tochtergesellschaft von Lowe Howard-Spink. Bell und Piers Pottinger kauften 1989 Lowe Bell auf und gründeten 1994 die Holding Chime Communications Limited, behielten aber den Namen Lowe Bell für einige seiner Tochtergesellschaften bei. 1998 wurden die Tochtergesellschaften in Bell Pottinger umbenannt, nachdem Frank Lowe verlangte, dass sein Name entfernt wird.